# Omphalucha katangae
Omphalucha katangae là một loài bướm đêm trong họ Geometridae.